# Roter Trompetenwein
Der Rote Trompetenwein oder die Mexikanische Blutblume (Amphilophium buccinatorium (DC.) L.G.Lohmann, Syn.: Distictis buccinatoria (DC.) A.H.Gentry) ist eine Pflanzenart aus der Gattung Amphilophium innerhalb der Familie der Trompetenbaumgewächse (Bignoniaceae). Sie kommt in Mexiko vor.

## Beschreibung

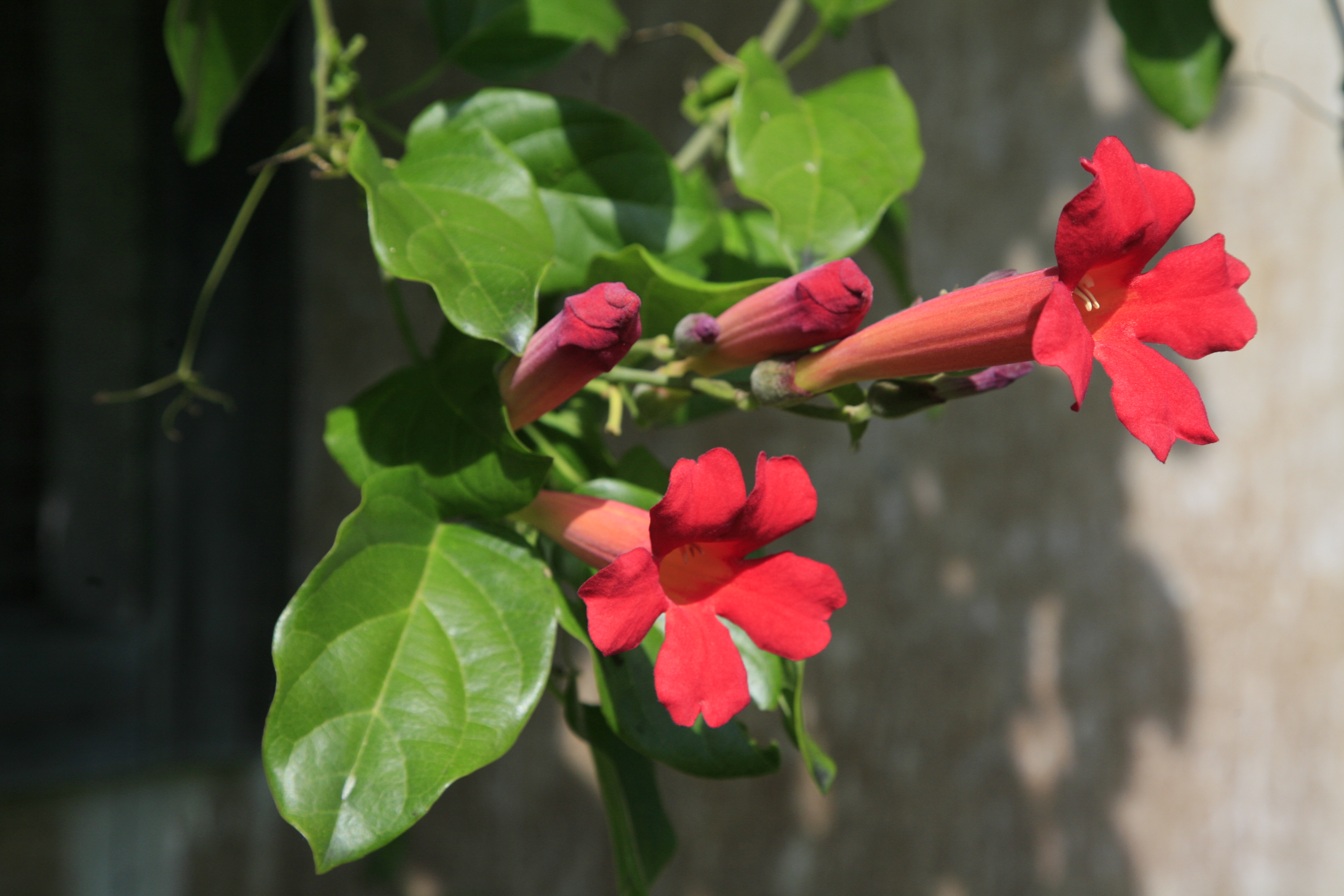
Blüten

### Vegetative Merkmale
Der Rote Trompetenwein wächst als immergrüne, schnellwüchsige Kletterpflanze einige bis viele Meter hoch und weit. Es werden manchmal verzweigte Ranken an den Blattenden gebildet.
Die gegenständig angeordneten Laubblätter sind in Blattstiel und -spreite gegliedert. Der Blattstiel ist relativ kurz. Die gefiederte Blattspreite ist adult meist zweizählig. Die kurz gestielten, fast kahlen bis leicht behaarten, leicht ledrigen Fiederblättchen sind bei einer Länge von bis zu 8, selten bis zu 10 Zentimetern eiförmig bis elliptisch mit leicht herzförmiger oder gestutzter bis stumpfer Basis und stumpfem bis spitzem oberen Ende; sie sind ganzrandig sowie vor allem unterseits teils feinschuppig. Es sind kleine „Pseudonebenblätter“ vorhanden.

### Generative Merkmale
Der endständige traubige Blütenstand enthält kurz gestielte Blüten. Die relativ großen, zwittrigen Blüten sind fünfzählig mit doppelter Blütenhülle. Der becherförmige, ledrige, rippige Kelch ist außen fein behaart, teils drüsig und 1 bis 1,5 Zentimeter lang mit kleinen Zähnchen sowie manchmal rötlichem Rand. Die Blütenkronen sind zuerst rot bis rosafarb, orange-gelb, später rötlich. Die außen fein behaarte Krone ist bei einer Länge von bis zu 11 Zentimetern schmal-trichterförmig mit kleineren, ausgerandeten Kronlappen. Die vier Staubblätter sind didynamisch, sie sind knapp vorstehend bis eingeschlossen. Ein kurzes Staminodium ist meist vorhanden. Der oberständige, zweikammerige Fruchtknoten ist behaart mit langem, eingeschlossenem, im unteren Teil fein behaartem Griffel und die Narbe ist zweilappig. Es ist ein Diskus vorhanden.
Die leicht runzlige, harte und schwach behaarte Kapselfrucht ist bei einer Länge von bis zu 18 Zentimeter ellipsoid. Die relativ großen, flachen Samen sind beidseits geflügelt mit durchscheinenden, membranösen Flügeln und bis 4,5 Zentimeter breit.

## Vorkommen
Der Mexikanische Trompetenwein gedeiht in Felsaufschlüssen in Höhenlagen von 1700 bis 2300 Metern in Mexiko.

## Taxonomie
Das Basionym Pithecoctenium buccinatorium wurde 1845 von Augustin-Pyrame de Candolle in Prodromus Systematis Naturalis Regni Vegetabilis ...  Band 9, Seite 195 erstbeschrieben. Die Neukombination zu Amphilophium buccinatorium (DC.) L.G.Lohmann erfolgte 2014 durch Lúcia Garcez Lohmann in Annals of the Missouri Botanical Garden, Band 99, Seite 401.
Weitere Synonyme für Amphilophium buccinatorium (DC.) L.G.Lohmann sind: Bignonia buccinatoria (DC.) Mairet ex Hemsl., Distictis buccinatoria (DC.) A.H.Gentry, Phaedranthus buccinatorius (DC.) Miers, Bignonia cherere Lindl., Bignonia giesbreghtii C.Heller ex Peyr, Phaedranthus exsertus (DC.) Miers, Phaedranthus lindleyanus Miers.